# Iloz
Iloz (Ilotz en euskera; oficialmente Illoz / Ilotz) es un despoblado español del municipio de Lizoáin-Arriasgoiti, perteneciente a la Comunidad Foral de Navarra.

## Historia
Hacia mediados del siglo XIX, el lugar, por entonces perteneciente a Arriasgoiti, tenía contabilizada una población de veintiséis habitantes. Aparece descrito en el noveno volumen del Diccionario geográfico-estadístico-histórico de España y sus posesiones de Ultramar de Pascual Madoz con las siguientes palabras:

ILOZ: l. del ayunt. del valle de Arriasgoiti en la prov. y c. g. de Navarra, part. jud. de Aoiz (3 leg.), aud. terr. y dióc. de Pamplona (4): sit. en la márg. der. del r. Erro, en una planicie que forma la cima de un montecito: clima frio, le combaten los vientos N. y S. y se padecen algunos catarros. Tiene 4 casas de pocas comodidades, igl. parr. (la Nativdad de Ntra. Sra.) aneja de Zalba, cuyo párroco la sirve; cementerio inmediato á la igl.: las aguas que dan el abasto á este pueblo, son del inmediato r. Erro. Confina el térm. N. Zunzarren; E. Gurpegui; S. Zalba, y O. Aguinaga, estendiéndose 1/4 de hora de N. á S. y 1/2 hora de E. á O., y comprendiendo en su circunferencia varios trozos de monte cubiertos de pinos, robles, diferentes arbustos y buenos pastos para ganado lanar. El terreno es secano y poco productivo; le atraviesa por junto al pueblo el r. ya mencionado. caminos: los locales en mal estado. El correo se recibe de Urroz, dos veces á la semana. prod.: trigo, avena, maiz y patatas; cria de ganado vacuno, lanar y mular; caza de perdices y pesca de truchas y anguilas. pobl.: 4 vec., 26 alm. riqueza con el valle. (v.)
(Madoz, 1847, p. 415)

En la actualidad, pertenece al municipio de Lizoáin-Arriasgoiti. En 2022, no tenía empadronado ningún habitante.